# Mathias Jänisch
Mathias Jänisch (Riedlingen, 27 agosto 1990) è un ex calciatore tedesco naturalizzato lussemburghese, di ruolo centrocampista.

## Carriera

### Club
Ha sempre giocato nella prima divisione lussemburghese; ha vinto per quattro volte la Coppa del Lussemburgo.

### Nazionale
Ha esordito con la nazionale lussemburghese nel 2009.

## Palmarès

### Club

#### Competizioni nazionali
- Coppa del Lussemburgo: 4

Differdange 03: 2009-2010, 2010-2011, 2013-2014, 2014-2015